# Петродолинська сільська рада
Петродоли́нська сільська́ ра́да — колишня адміністративно-територіальна одиниця та орган місцевого самоврядування в Овідіопольському районі Одеської області. Адміністративний центр — село Петродолинське.

## Загальні відомості
- Територія ради: 33,46 км²
- Населення ради: 3 118 осіб (станом на 2001 рік)
- Водоймища на території, підпорядкованій даній раді: річка Барабой, Чорне море

## Населені пункти
Сільській раді підпорядковані населені пункти:
- с. Петродолинське

## Населення
Згідно з переписом УРСР 1989 року чисельність наявного населення сільської ради становила 2794 особи, з яких 1304 чоловіки та 1490 жінок.
За переписом населення України 2001 року в сільській раді мешкали 3123 особи.

### Мова
Розподіл населення за рідною мовою за даними перепису 2001 року:
| Мова       | Відсоток |
| ---------- | -------- |
| українська | 70,97 %  |
| російська  | 24,21 %  |
| молдовська | 1,76 %   |
| білоруська | 1,09 %   |
| болгарська | 0,48 %   |
| вірменська | 0,48 %   |
| німецька   | 0,29 %   |
| угорська   | 0,19 %   |
| гагаузька  | 0,16 %   |
| єврейська  | 0,03 %   |
| польська   | 0,03 %   |
| румунська  | 0,03 %   |
| інші       | 0,28 %   |

## Склад ради
Рада складається з 20 депутатів та голови.
- Голова ради: Козбур Володимир Петрович

### Керівний склад попередніх скликань
| Прізвище, ім'я, по батькові | Основні відомості                                                                       | Дата обрання | Дата звільнення |
| --------------------------- | --------------------------------------------------------------------------------------- | ------------ | --------------- |
| Жук Людмила Йосипівна       | Сільський голова, 1950 року народження, член Народної партії                            | 26.03.2006   | 31.10.2010      |
| Козбур Володимир Петрович   | Сільський голова, 1970 року народження, освіта середня спеціальна, член Партії регіонів | 31.10.2010   | 25.10.2015      |

Примітка: таблиця складена за даними сайту Верховної Ради України

### Депутати
За результатами місцевих виборів 2010 року депутатами ради стали:

#### За суб'єктами висування
| Суб'єкт висування           | Кількість обраних депутатів | %  |
| --------------------------- | --------------------------- | -- |
| Самовисування               | 12                          | 60 |
| Партія регіонів             | 7                           | 35 |
| Комуністична партія України | 1                           | 5  |

#### За округами
| № округу                    | Прізвище, ім'я, по батькові     | Дата визнання обраним | Освіта             | Партійна приналежність                        | Відомості про обраного депутата                    |
| --------------------------- | ------------------------------- | --------------------- | ------------------ | --------------------------------------------- | -------------------------------------------------- |
| Комуністична партія України |                                 |                       |                    |                                               |                                                    |
| 12                          | Пархоменко Сергій Вікторович    | 04.11.2010            | середня спеціальна | позапартійний                                 | Овідіопольська міська електромережа, інженер       |
| Партія регіонів             |                                 |                       |                    |                                               |                                                    |
| 3                           | Левицька Наталія Борисівна      | 04.11.2010            | вища               | член Партії регіонів                          | сільська рада, друкарка                            |
| 7                           | Чупілка Лілія Олександрівна     | 04.11.2010            | середня спеціальна | член Партії регіонів                          | дитячий садок, вихователь                          |
| 8                           | Вишневська Олена Георгіївна     | 04.11.2010            | середня            | член Партії регіонів                          | ринок «7км», реалізатор                            |
| 9                           | Григор'єва Валентина Михайлівна | 04.11.2010            | вища               | член Партії регіонів                          | сільська Рада, секретар                            |
| 10                          | Пісарцова Ніна Іванівна         | 04.11.2010            | середня спеціальна | позапартійна                                  | сільська Рада, касир-рахівник                      |
| 18                          | Деревенча Надія Пилипівна       | 04.11.2010            | вища               | член Партії регіонів                          | сільськогосподарська компанія «Агро XXI», менеджер |
| 20                          | Штурбабін Геннадій Петрович     | 04.11.2010            | середня спеціальна | позапартійний                                 | пенсіонер                                          |
| Самовисування               |                                 |                       |                    |                                               |                                                    |
| 1                           | Агєєв Олександр Миколайович     | 04.11.2010            | середня спеціальна | член Партії регіонів                          | приватний підприємець                              |
| 2                           | Шафурка Микола Андрійович       | 01.03.2011            | середня            | позапартійний                                 | Агрофірма «Петродолинське», оператор котельні      |
| 4                           | Міщенко Оксана Петрівна         | 04.11.2010            | вища               | позапартійна                                  | РВ ГУМВС, інспектор                                |
| 5                           | Глушенко Віталій Павлович       | 04.11.2010            | середня спеціальна | позапартійний                                 | ТОВ «Ленінталь», директор                          |
| 6                           | Неклій Валентин Данилович       | 04.11.2010            | вища               | член Всеукраїнського об'єднання «Батьківщина» | Петродолинська загальноосвітня школа, вчитель      |
| 11                          | Глушенко Олександр Віталійович  | 04.11.2010            | середня спеціальна | позапартійний                                 | ТОВ «Інтер Лойстік», менеджер                      |
| 13                          | Маленков Георгій Пилипович      | 04.11.2010            | вища               | позапартійний                                 | пенсіонер                                          |
| 14                          | Кирдан Михайло Карпович         | 04.11.2010            | середня спеціальна | позапартійний                                 | «Хай Рейс контракшн», водій                        |
| 15                          | Косюга Валентина Терентіївна    | 04.11.2010            | середня спеціальна | член Всеукраїнського об'єднання «Батьківщина» | СТОВ «Петродол.», оператор котельні                |
| 16                          | Макарова Анжела Василівна       | 04.11.2010            | середня спеціальна | позапартійна                                  | поштове відділення, листоноша                      |
| 17                          | Махновський Микола Андрійович   | 04.11.2010            | вища               | позапартійний                                 | агрофірма «Петродолинське», завгар                 |
| 19                          | Туриця Олександр Васильович     | 04.11.2010            | вища               | позапартійний                                 | НАК «Нафтогаз України», інженер                    |